# 니드호그

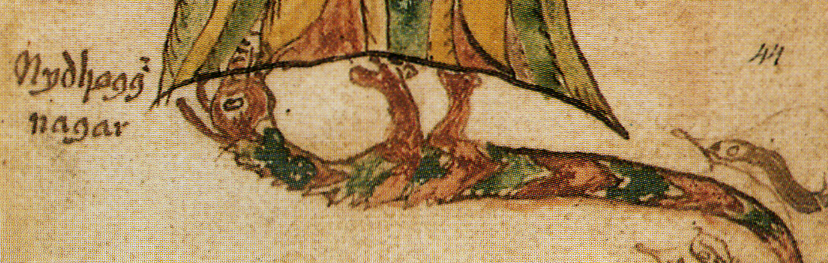
위그드라실을 갉아먹는 니드호그

니드호그(고대 노르드어: Níðhǫggr)는 북유럽 신화에 나오는 드래곤이다. 세계수 위그드라실의 뿌리 부근에 살면서 죽은 자의 육체와 위그드라실을 갉아먹고 살며, 세계의 종말인 라그나로크가 오면 죽은 자를 태우고 하늘을 날아다닌다.

## 어원
표준화된 노르드어 철자법으로 니드호그는 Níðhǫggr 또는 Niðhǫggr로 쓰지만, 'ǫ'는 편의상 이유로 현대 아이슬란드어의 'ö'로 자주 대체되어 사용된다.
영어로는 Nidhogg, Nidhoggr, Nithhogg, Nidhögg, Nidhöggr, Nithhöggr, Nídhöggr, Nithhoggr, Nidhhogg, Níðhögg, Niðhoggr, Níðhoggr, Nídhögg, Hidhaegg, Nidhhoggr 등으로 쓰고, 현대 아이슬란드어로는 Níðhöggur 및 Niðhöggur라고 쓰인다. 덴마크어에서는 Nidhug 또는 "Nidhøg" 같은 표기도 보인다.

## 문헌상 출전

### 고 에다
〈그림니르가 말하기를〉(Grímnismál)에 보면 이그드라실 나무에 살고 있는 많은 존재들이 나타나 있다. 세계수는 이 존재들 때문에 여러가지로 곤란을 겪고 있다. 여기서 니드호그는 나무를 아래에서부터 갉아먹고 있으며, 라타토스크가 나무 밑바닥의 니드호그와 나무 꼭대기의 이름을 알 수 없는 수리 사이를 왔다갔다 움직이면서 서로에게 메시지를 전달해 준다.
〈무녀의 예언〉(Völuspá)에는 니드호그가 두 번에 걸쳐 등장한다. 처음 등장하는 것은 나스트론드를 묘사하는 부분이다.

무녀가 서서 저택을 보매

태양에게서 떨어져 있으며

시체의 해안가에 서 있도다.

그 문은 북쪽으로 나 있는데.

거기서 지붕의 구멍을 따라

독액이 방울방울 떨어지고

저택의 뼈대는 배암의

등뼈를 엮어 만들었네.

무녀가 거친 시냇물을 헤치며

걸어가 거기서 보매

위증을 저지른 사기꾼들

늑대 같은 살인마들

그리고 다른 이의 신뢰받는 아내를

유혹해 꾀어낸 자들

거기서 니드호그가 삼키는 것은

죽은 자의 시체요,

늑대는 사람을 찢는도다.

그대 아직도 앎을 원하는가? 그리고 무엇을 알려는가?

그리고 〈무녀의 예언〉 마지막 부분에 다시 등장하여 니드호그가 용이며 또 뱀이라는 사실을 알 수 있다.

거기서 그늘진 존재가 다가오매

날아다니는 용이요,

번쩍거리는 뱀이로다.

니다푈에서 솟아올라

팔다리 묶인 시체를 날개 위에 싣고

들판 위를 날아다니는

그 존재는 니드호그로다.

이제 무녀는 가라앉아야 하느니.

이 구절의 해석에 관해서는 의견이 분분하다. 가장 일반적인 해석은 니드호그의 도래는 라그나뢰크의 대파국을 예고하고 있으며, 고로 시구가 불길한 경고의 구절로 끝난다는 것이다.
니드호그는 그 외의 고대 문헌에서는 등장하지 않는다.

### 신 에다
스노리 스투를루손의 《신 에다》(Prose Edda)의 〈길피의 속임수〉(Gylfaginning)에 따르면, 니드호그는 이그드라실의 세 뿌리 중 하나를 물어뜯고 있다. 이 괴물이 이그드라실의 뿌리 때문에 갇혀서 세상으로 나오지 못하고 있다는 해석도 존재한다.  니드호그가 물어뜯는 뿌리는 니플헤임에 걸쳐 있으며, 니드호그는 이 뿌리를 아래로부터 갉아먹고 있다. 또한 “라타토스크라는 다람쥐가 위아래로 뛰어다니며 수리와 뱀(니드호그) 사이에 싸움을 붙인다”는 말도 쓰여 있다. 스노리의 니드호그에 대한 묘사는 전술한 〈그림니르의 비가〉 및 〈무녀의 예언〉에서 따온 것으로 생각된다.
〈시어법〉(Skáldskaparmál)에 보면 스노리는 니드호그를 다음 생물들과 함께 뱀으로 분류하고 있다.
뱀의 이름은 다음과 같다.: 드래곤(dragon), 파프니르(Fafnir), 요르문간드(Iormungand), 아데르(adder), 니드호그(Nidhogg), 배암(snake), 살무사(viper), 고인(Goin), 모인(Moin), 그라프비트니르(Grafvitnir), 그라바크(Grabak), 오프니르(Ofnir), 스바프니르(Svafnir), 가면을 쓴 자(masked one). (Faulkes translation, p.137)
〈시어법〉의 또다른 부분에서 스노리는 ‘니드호그’를 도검을 가리키는 여러 가지 용어와 이름 중 하나로 포함시키고 있다.

## 참고 자료
- Ásgeir Blöndal Magnússon (1989). Íslensk orðsifjabók. Reykjavík: Orðabók Háskólans.
- Bellows, Henry Adams (trans.) (1923) The Poetic Edda. New York: The American-Scandinavian Foundation. Available online in www.voluspa (org).
- Brodeur, Arthur Gilchrist (trans.) (1916). The Prose Edda by Snorri Sturluson. New York: The American-Scandinavian Foundation. Available at Google Books.
- Dronke, Ursula (1997). The Poetic Edda : Volume II : Mythological Poems. Oxford: Clarendon Press. In particular p. 18 and pp. 124–25.
- Eysteinn Björnsson (ed.). Snorra-Edda: Formáli & Gylfaginning : Textar fjögurra meginhandrita. 2005. Available online.
- Eysteinn Björnsson (ed.). Völuspá. Available online.
- Faulkes, Anthony (transl. and ed.) (1987). Edda (Snorri Sturluson). Everyman. ISBN 0-460-87616-3.
- Finnur Jónsson (1913). Goðafræði Norðmanna og Íslendinga eftir heimildum. Reykjavík: Hið íslenska bókmentafjelag.
- Finnur Jónsson (1931). Lexicon Poeticum. København: S. L. Møllers Bogtrykkeri.
- Lindow, John (2001). Handbook of Norse mythology. Santa Barbara: ABC-Clio. ISBN 1-57607-217-7.
- Thorpe, Benjamin (tr.) (1866). Edda Sæmundar Hinns Froða: The Edda Of Sæmund The Learned. (2 vols.) London: Trübner & Co. Available online in the Norroena Society edition at Google Books.